# پوچ‌گرایی اخلاقی
پوچ‌گرایی اخلاقی (همین‌طور اخلاق‌ستیزی و نظریۀ خطا) نظریه‌ای فرااخلاقی است که بنابر آن تفاوتی بین درست و نادرست اخلاقی وجود ندارد. پوچ‌گرایی اخلاقی با نسبی‌گرایی اخلاقی تمایز دارد که برای اَعمال، برقرار کردن نسبت اشتباه با فرد یا فرهنگی خاص را مجاز می‌شمرد. اما نسبی‌گرایی اخلاقی می‌تواند به پوچ‌گرایی اخلاقی بینجامد. پوچ‌گرایان گزاره‌های اخلاقی را قابل نقد نمی‌دانند چراکه یا نیرنگ و پوششی هستند برای پوشاندن باطن زشت چیزی، یا مغالطه هستند و علمای اخلاق طی آن از «هست‌ها»، «بایدها» را استخراج می‌کنند یا صرفاً رجحان چیزی به چیز دیگر و بیان احساسات هستند. پوچ‌گرایی اخلاقی همین‌طور با گویاانگاری نیز تفاوت دارد که بر اساس آن، وقتی ادعای اخلاقی بودن کاری را می‌کنیم، «در تلاش برای نشان دادن جهان، چنان‌که هست، نیستیم بلکه در حال بروز دادن احساسات‌مان، فرمان دادن به دیگران برای انجام کاری به شکلی معین یا نشان دادن قصد انجام کاری هستیم.»
پوچ‌گرایی اخلاقی به این معنا نیست که استفاده از زبان اخلاقی را کنار بگذاریم. برخی پوچ‌گرایان اخلاقی مدعی هستند زبان اخلاقی ابزار مفیدی است.